# شهرستان لی (آرکانزاس)
شهرستان لی، آرکانزاس (به انگلیسی: Lee County, Arkansas) شهرستانی در ایالات متحده آمریکا است که در آرکانزاس واقع شده‌است.

## خصوصیات
شهرستان لی ۱٬۶۰۵٫۸ کیلومترمربع مساحت دارد.